# سیرور
سیرور (به ایتالیایی: Siror) یک کومونه در ایتالیا است که در ترنتینو واقع شده‌است.

## خصوصیات
سیرور ۷۵٫۱ کیلومترمربع مساحت و ۱٬۲۴۴ نفر جمعیت دارد و ۷۶۵ متر بالاتر از سطح دریا واقع شده‌است.